# Werner Andrásné Tóth Katalin
Werner Andrásné Tóth Katalin (Őcsény, 1909 – Őcsény, 1993), magyar szövőasszony, a Népművészet Mestere.

## Élete
A szövést 1935 után tanulta meg idős asszonyoktól, s ettől az időtől kezdve kizárólag ezzel foglalkozott. Az 1930-as években kiváló művelője volt a sárközi hímzésnek is, amit a dr. Pilisy Elemér által szervezett tanfolyamokon sajátított el. A Sárközi Népművészeti Háziipari Szövetkezet alapító tagjaként kezdte meg tervezői-művészeti munkásságát, oktató munkáját. A fiatal szövetkezeti tagok mesterüknek vallották. Segítette, tanácsokkal látta el a kezdőket. Alapos szakmai tudással, nagy gyakorlattal, a sárközi szőttes hagyományok ismeretében kiváló művészi érzékkel fogott hozzá – néhány hasonlóan kiváló társával együtt -, a szőttes dokumentáció elkészítéséhez. Igen jelentős eredményeket ért el  az amatőr mozgalomban. 1968-ban leírta a sárközi szövés technológiai folyamatát, és részleteket közölt saját mintagyűjtéséből. E kiadvány az utánpótlás nevelése szempontjából volt fontos, melyet egész életében szem előtt tartott. 1954-ben népi iparművész, 1955-ben – az elsők között – a Népművészet Mestere.